# Cabeceira do Rio Padre Sousa
Cabeceira do Rio Padre Sousa är ett vattendrag i Brasilien.   Det ligger i delstaten Goiás, i den centrala delen av landet, 120 km väster om huvudstaden Brasília.
Omgivningarna runt Cabeceira do Rio Padre Sousa är huvudsakligen savann. Runt Cabeceira do Rio Padre Sousa är det ganska tätbefolkat, med 56 invånare per kvadratkilometer.